# Kastell St. Pantaleon-Stein

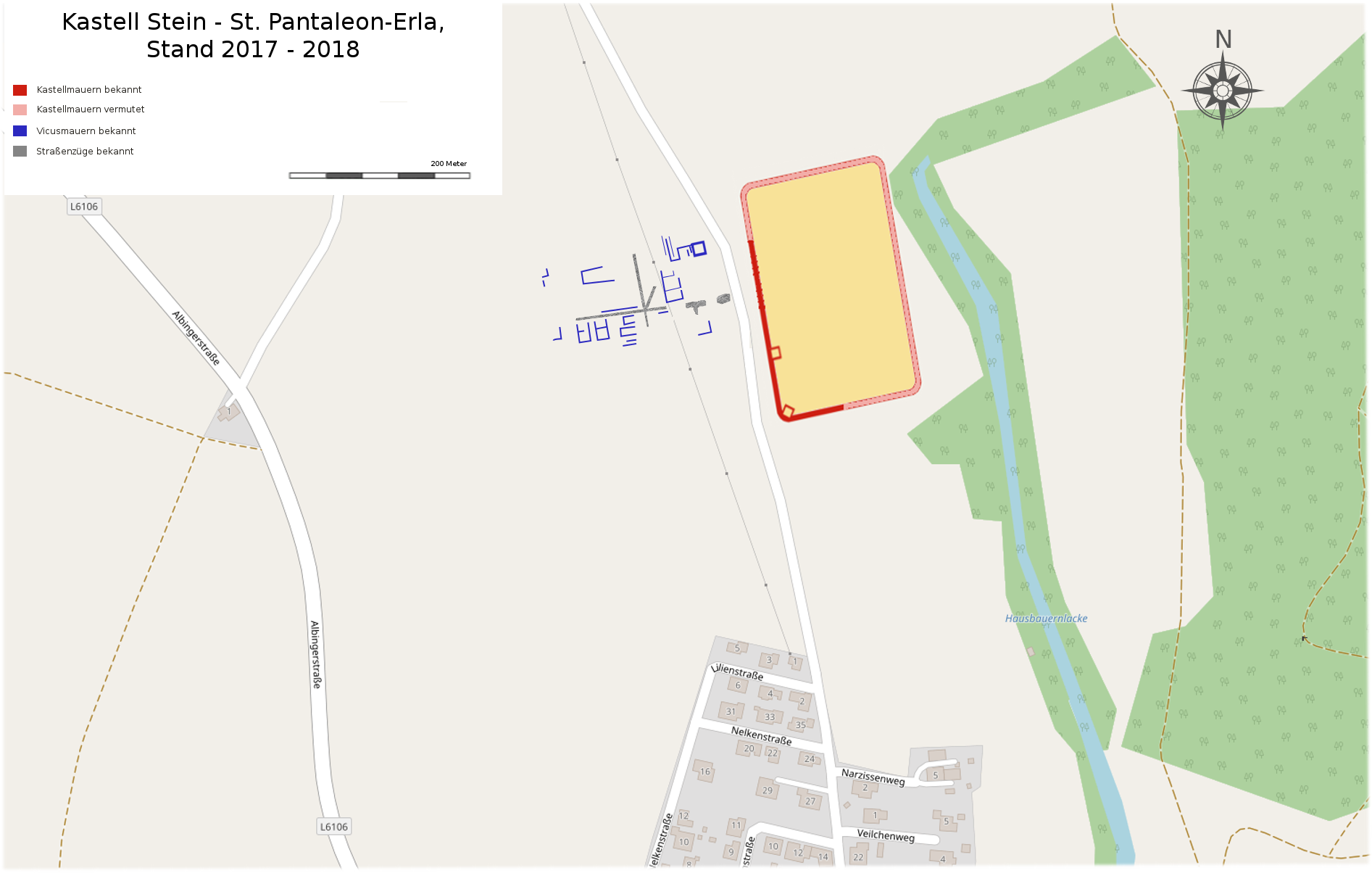
Befundskizze 2017–2018

Das Kastell St. Pantaleon-Stein war vermutlich Stützpunkt einer römischen Hilfstruppeneinheit am norischen Limes in Österreich, Bundesland Niederösterreich, Bezirk Amstetten, Gemeinde St. Pantaleon-Erla. Das Bodendenkmal ist seit 2021 Bestandteil des zum UNESCO-Weltkulturerbe erhobenen Donaulimes.
Es ist das einzig bekannte Lagerareal am Limes Noricus, das nicht durch eine Weiternutzung beeinträchtigt ist. Für die zukünftige Forschung bietet es somit die einmalige Gelegenheit, die Frühzeit der militärischen Präsenz an der römischen Donaugrenze näher in Augenschein zu nehmen. Seine Besatzung sicherte einen wichtigen Donauübergang, somit ist auch die römische Kontrolle dieser Furt noch vor Stationierung der Legio II Italica in dieser Region nachgewiesen.

## Forschungsgeschichte
Im Mündungsgebiet von Enns und Aist wurden 2017 und 2018 vier römische Militäranlagen entdeckt. Das Kastell von Stein und drei temporäre Marschlager in Obersebern in Au an der Donau. Das Areal des Limeskastells befindet sich 7 km östlich des Legionslagers Lauriacum (Enns) im Ortsteil Stein, von dem zahlreiche Funde – überwiegend aus dem 2. Jahrhundert n. Chr. – in der Forschung und bei Sondengängern schon lange bekannt sind. Erste Untersuchungen wurden 1906 und 1910 von Oberst Maximilian von Groller-Mildensee vorgenommen, deren Funde aber falsch zugeordnet, weil man sie im Kontext mit dem nahegelegenen Legionslager Albing sah. Auch eine römische Festung wurde hier schon lange vermutet, konnte aber bislang nicht lokalisiert werden. Ein vom Archaeo Publica (Verein zur Förderung der Bürgerbeteiligung an Archäologie) initiiertes Forschungsprojekt führte schließlich im Oktober 2017 zu seiner Entdeckung. Alle diesbezüglichen Aktivitäten wurden vom Verein in Zusammenarbeit mit dem Oberösterreichischen Landesmuseum, der Niederösterreichischen Landesarchäologie sowie dem Institut für Archäologie der Universität Innsbruck durchgeführt. Im Zuge der Vorbereitung einer Bodenuntersuchung (geophysikalische Prospektion mit Magnetometer und Georadar) in Stein wurde mit Hilfe einer Drohne das Südwesteck der Umwehrung einer römischen Befestigungsanlage entdeckt. Zudem ließen die Bewuchsmerkmale auf den Luftaufnahmen auch ganz klar die Straßen und Mauerzüge einer dem Kastell zugehörigen Zivilsiedlung (vicus) erkennen. Die zwischen 2017 und 2018 durchgeführten, geophysikalischen Prospektionen bestätigten schließlich das Vorhandensein von antiken Gebäuderesten. Eine zweite Prospektionskampagne wurde aufgrund des früheren Fruchtwechsels am 28. und 29. September 2018 durchgeführt, bei der die restliche Innenfläche des Lagers mittels Bodenradar abgefahren und auch das südliche Vorfeld geomagnetisch untersucht werden konnten. Parallel zu diesen Untersuchungen im Herbst 2017 wurde ein erster Oberflächensurvey vorgenommen, um weitere Erkenntnisse in puncto Nutzungsintensität und Chronologie des Platzes zu gewinnen. Die Forschungsergebnisse wurden im Februar 2019 veröffentlicht. Im Rahmen eines Kooperationsprojektes der oben genannten Institutionen und Akteure soll durch zukünftige Unternehmungen der Fundplatz in Stein-St. Pantaleon auch archäologisch noch eingehender untersucht werden.
Das Fundspektrum (Privatsammlung Karl Kremslehner) umfasste zahlreiche Reste von Ausrüstungsgegenständen (Mantelfibeln) der römischen Armee, darunter sechs Militärdiplome, der größte Fund derartiger Schriftquellen am norischen Limesabschnitt. Auch die große Menge dort aufgefundener Münzen bewiesen eine rege Siedlungsaktivität, die wohl vom späten 1. Jahrhundert bis zu den Markomannenkriegen andauerte. Insgesamt konnten über 1000 antike Metallgegenstände und 400 Münzen geborgen werden.

## Entwicklung
Das Kastell entstand vermutlich zur Zeit der flavischen Kaiser im späten 1. Jahrhundert n. Chr. Es diente zur Sicherung der strategisch wichtigen Mündungen der Enns und der Aist in die Donau. Die Region um Enns war schon seit vorrömischer Zeit ein Kreuzungspunkt bedeutender Handelswege. Die Ost-West-Achse bildete die Donau, in die mit Enns und Traun zwei weitere schiffbare Flüsse mündeten. Durch das Aisttal existierte zudem eine stark frequentierte Verkehrs- und Handelsverbindung ins südliche Böhmen. Die Annahmen weisen besonders auf die Gefährdung des Raumes südlich der Donau aufgrund der Annäherungsmöglichkeit germanischer Stämme entlang des Aisttales über Pregarten hin und bestätigen somit die bisherigen strategisch-operativen Annahmen für das militärische Engagement der Römer am Donaulimes. Da in den Markomannenkriegen (166–180) die transdanubischen Germanenstämme mehrmals den Limes durchbrachen, wurden im späten 2. und frühen 3. Jahrhundert zuerst das Legionskastell in Albing und schließlich das Legionslager in Lauriacum errichtet und im Zuge dessen das Hilfstruppenkastell in Stein wohl zwischen 180 und 205 wieder aufgegeben.

## Kastell und Vicus
Es handelt sich eindeutig um ein Hilfstruppenlager in der Festungskette des norischen Donaulimes, das weder in der Spätantike überprägt noch durch moderne Bebauung gestört wurde. Besonders deutlich zeichneten sich auf den Bodenscans ein Wehrgraben und ein Abschnitt der westlichen Lagermauer mit einem quadratischen Zwischenturm und dem südwestlichen Eckturm ab. Das Kastell hatte den für mittelkaiserzeitliche Festungen typischen spielkartenförmigen Grundriss mit abgerundeten Ecken, umfasste wahrscheinlich eine Fläche von 2 Hektar und bot damit Platz für eine etwa 500 Mann starke Besatzung. Das Lager war zum Aisttal ausgerichtet, wo das Gelände stark abfällt. Wahrscheinlich sind nur noch Teile seiner Grundmauern erhalten, alles andere dürfte von Hochwassern weggeschwemmt worden sein. Das Lagerdorf breitete sich westlich des Kastells aus. Bis dato konnten die Reste von Straßenzügen und langrechteckigen Gebäuden mit mehreren Räumen beobachtet werden, die nördlich und südlich einer Hauptstraße lagen und entweder von West nach Ost oder von Nord nach Süd ausgerichtet waren. Die Grundrisse entsprechen dem des Streifenhauses, welches typisch für römische Siedlungen in den Nordprovinzen des Imperiums waren. Der Vicus dürfte um 164 n. Chr. zerstört worden sein.

Grabung 2025
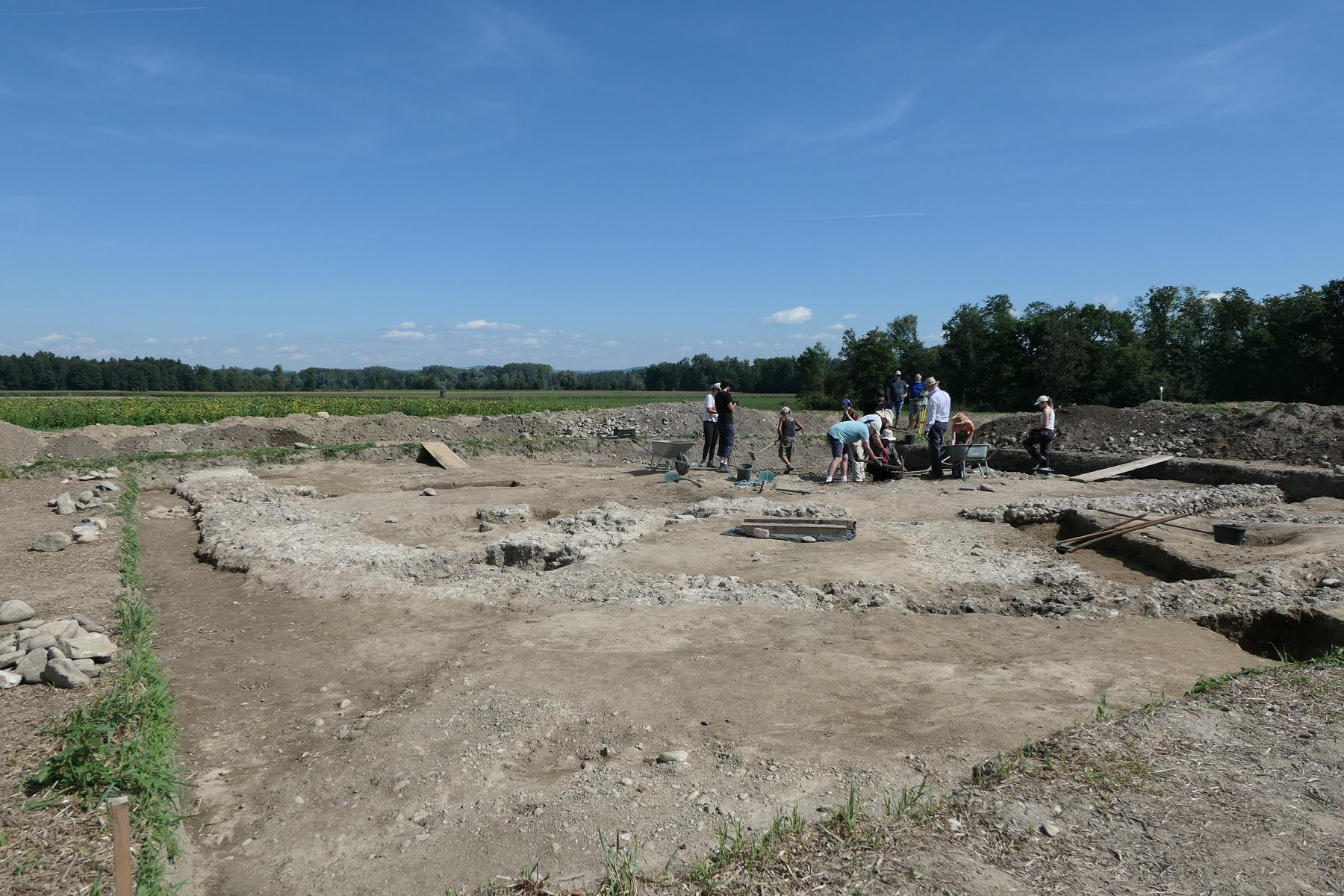
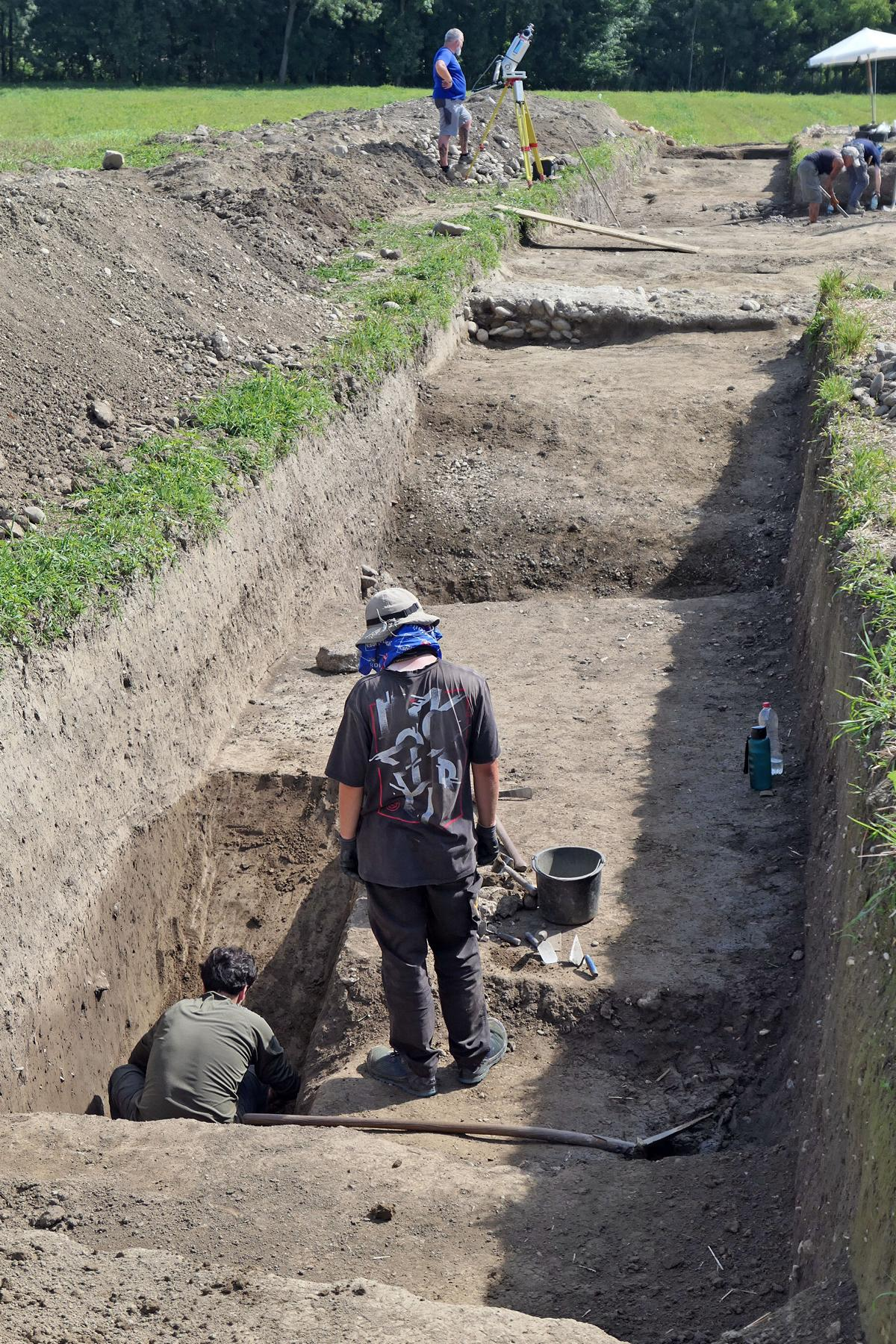
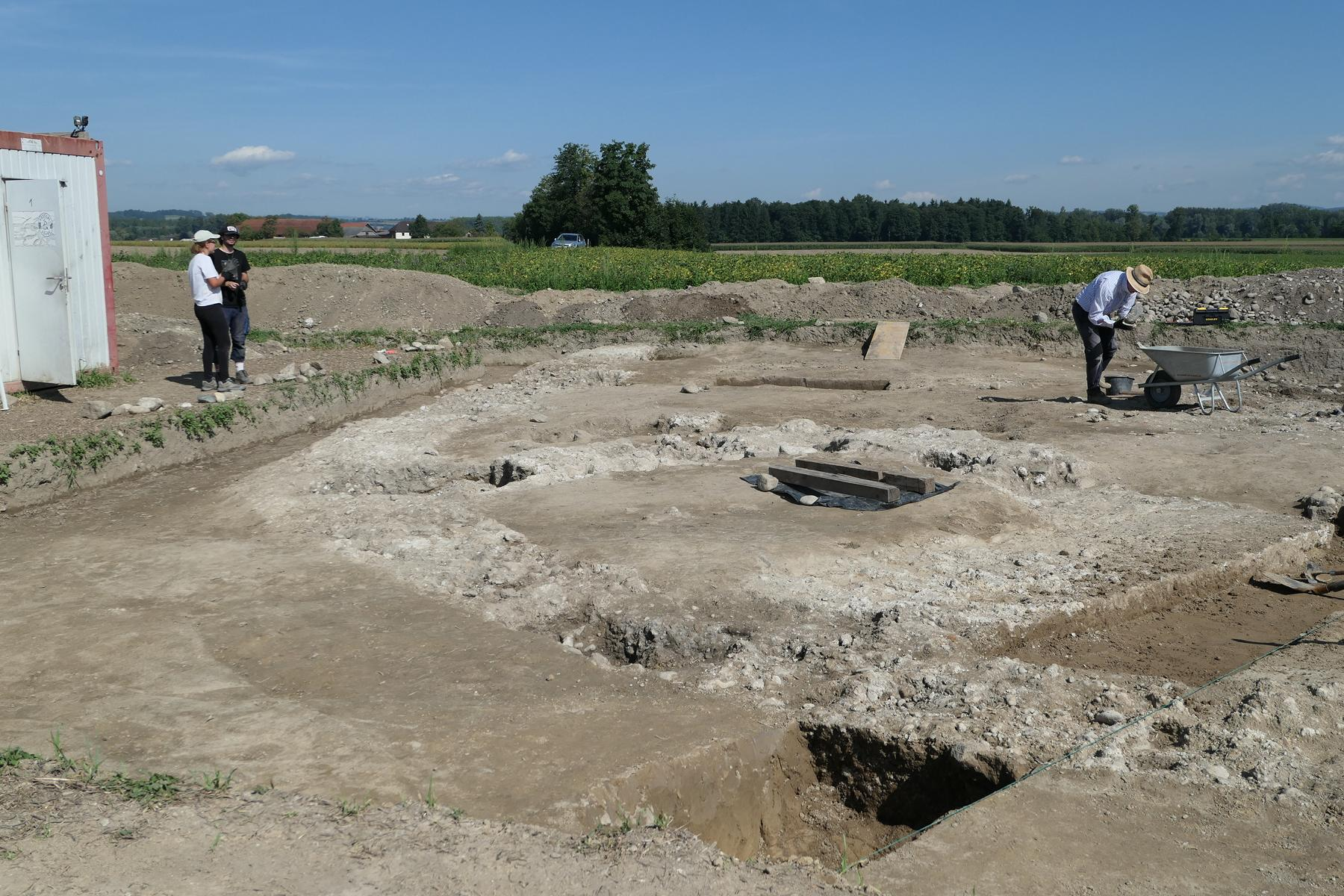
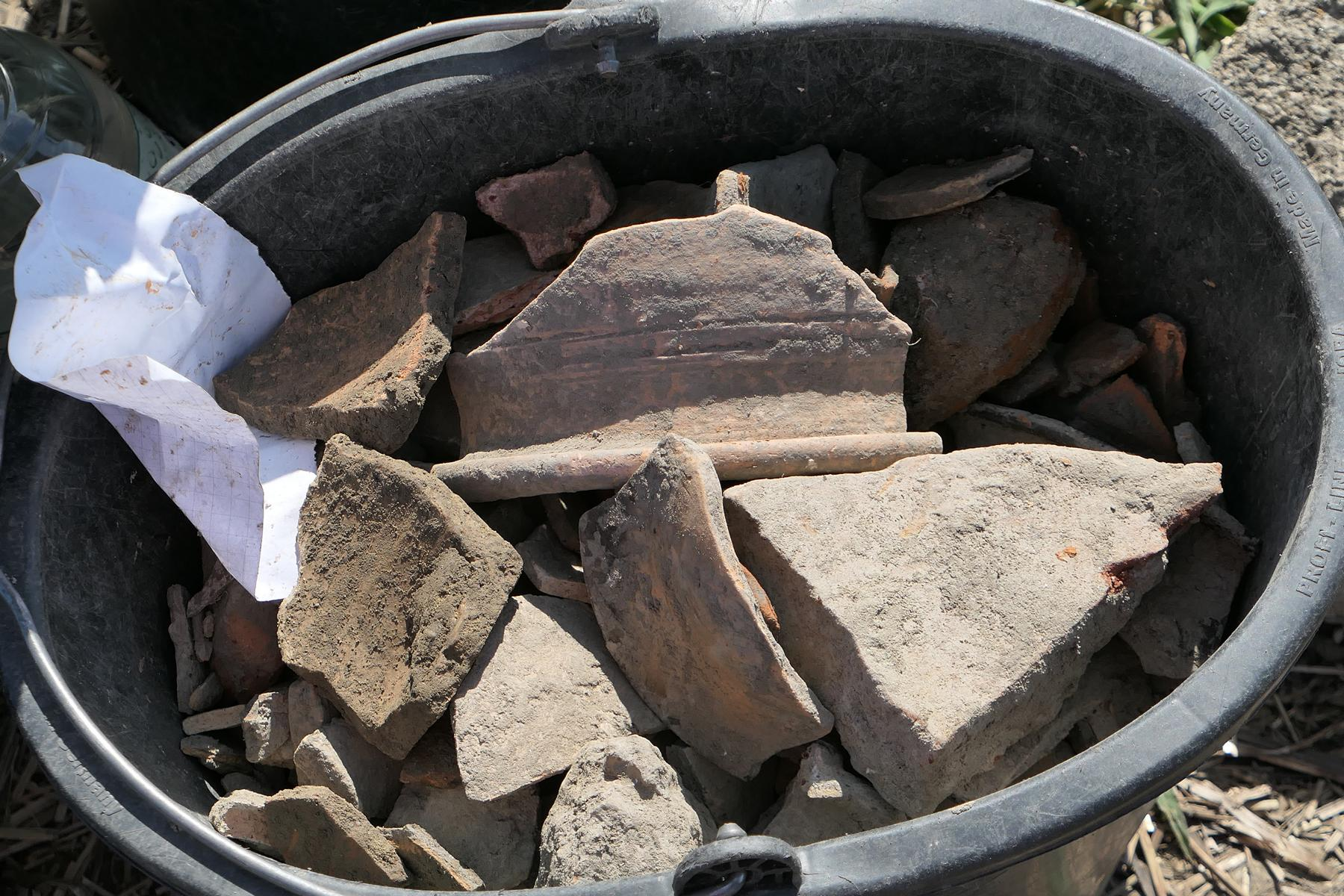